# Monte (Incoronate)
Monte, del Monte o Scuglie (in croato: Škulj) è un isolotto disabitato della Croazia che fa parte delle isole Incoronate; si trova a sud di punta Abate (rt Opat) la punta meridionale dell'isola Incoronata. Amministrativamente appartiene al comune di Morter-Incoronate, nella regione di Sebenico e Tenin.

## Geografia
L'isola ha una forma allungata (circa 2,2 km di lunghezza per 600 m di larghezza); l'altezza massima, 145 m, è quella della collina Monte (Škulj); l'isola si restringe e si allunga in un promontorio a nord-ovest. La superficie è di 0,883 km² e lo sviluppo costiero di 5,04 km. Dista 970 m circa dalla punta meridionale di Incoronata, 580 m da Smogvizza (che si trova ad est) e 660 m dalla punta settentrionale di Curba Grande situata a sud-est.

### Isole adiacenti
- Scogli Desetinjak o Desetinjaci[9], piccoli scogli a sud, tra Monte e gli scogli Germignago:
  - Desetinjak Inferiore (Desetinjak Donji), con un'area di 1260 m²[9] e un'altezza di 3 m[2] 43°42′32″N 15°27′31″E
  - Desetinjak Superiore (Desetinjak Gornji), con un'area di 1210 m²[9] e l'altezza di 1 metro[2] 43°42′38″N 15°27′43″E.
  - Desetinjak Meridionale (Desetinjak Južni o Desetinjak), piccolo scoglio tra i due Garmignago; ha un'area di 2324 m²[9] e un'altezza di 2 m[2] 43°42′22″N 15°27′43″E.
- Isolotti Germignago (Garmenjak Veli e Garmenjak Mali), a sud.
- Scogli Perdussa o Perdusa[10]:
  - Perdussa Grande[11] o Randuzza[7][12] (Prduša Vela), scoglio di forma allungata (560 m circa di lunghezza[2]) con una superficie di 0,045 km²[3], uno sviluppo costiero di 1,25 km[3] e un'altezza di 23 m[2]; a sud-ovest di Monte, a circa 460 m[2] (43°42′55″N 15°27′00″E).
  - Perdussa Piccola[13] o Randuzza piccola (Prduša Mala), scoglio rotondo con una superficie di 0,025 km²[3] uno sviluppo costiero di 0,58 km[3] e un'altezza di 23 m[2]; circa 730 m a sud-ovest 43°42′33″N 15°27′10″E.
- Zaccan Petroso (Kameni Žacan), a sud-ovest dell'isolotto del Monte.

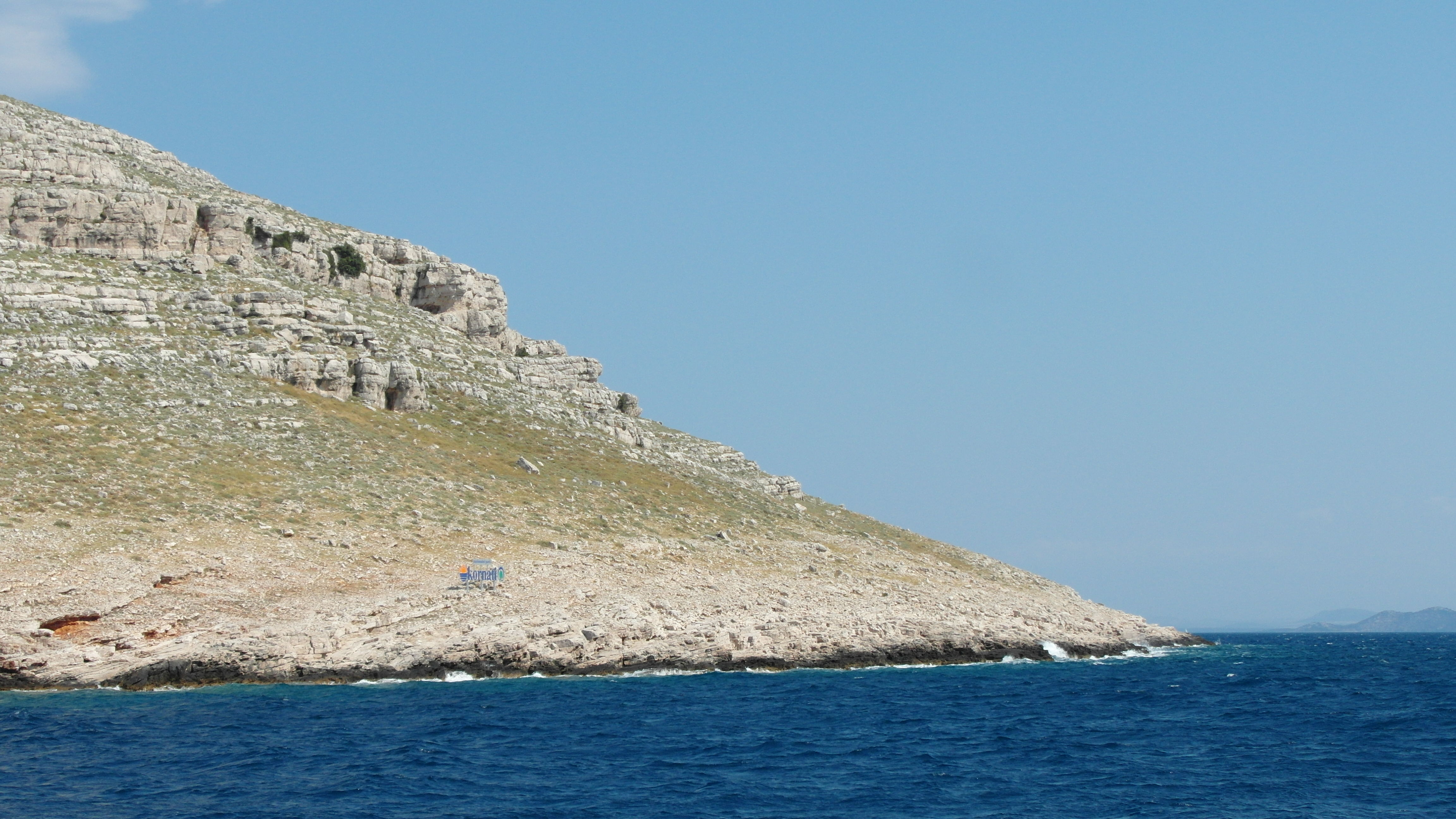
Punta Abate (rt Opat)

- Zaccan (Ravni Žacan), isolotto 320 m[2] ad ovest di Monte, tra questo e l'isola Lunga.

### Cartografia
- (HR) Mappa topografica della Croazia 1:25000, su preglednik.arkod.hr. URL consultato il 27 febbraio 2017.
- G. Giani, Carta prospettiva delle Comuni censuarie della Dalmazia, fogli 2 e 5, 1839. Fondo Miscellanea cartografica catastale, Archivio di Stato di Trieste.
- Carta di cabottaggio del mare Adriatico, foglio VII, Milano, Istituto geografico militare, 1822-1824. URL consultato il 17 febbraio 2017 (archiviato dall'url originale il 13 aprile 2013).